# Chipknip

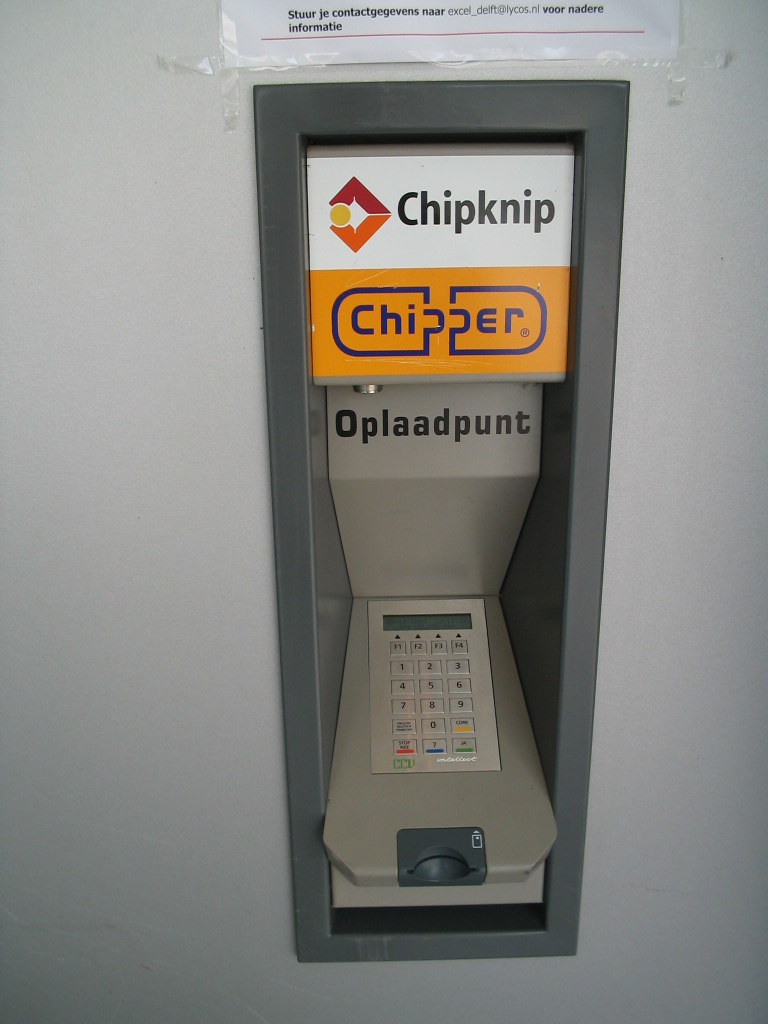
Chipknip-oplaadpunt

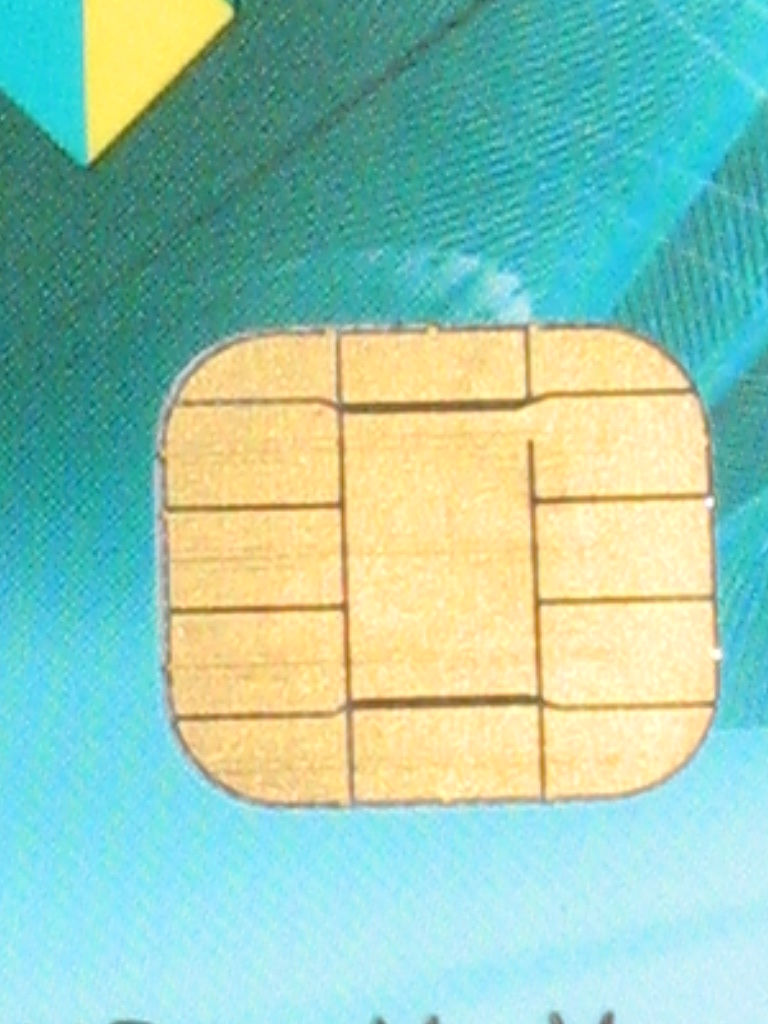
Contactvlakken van chip op bankpas

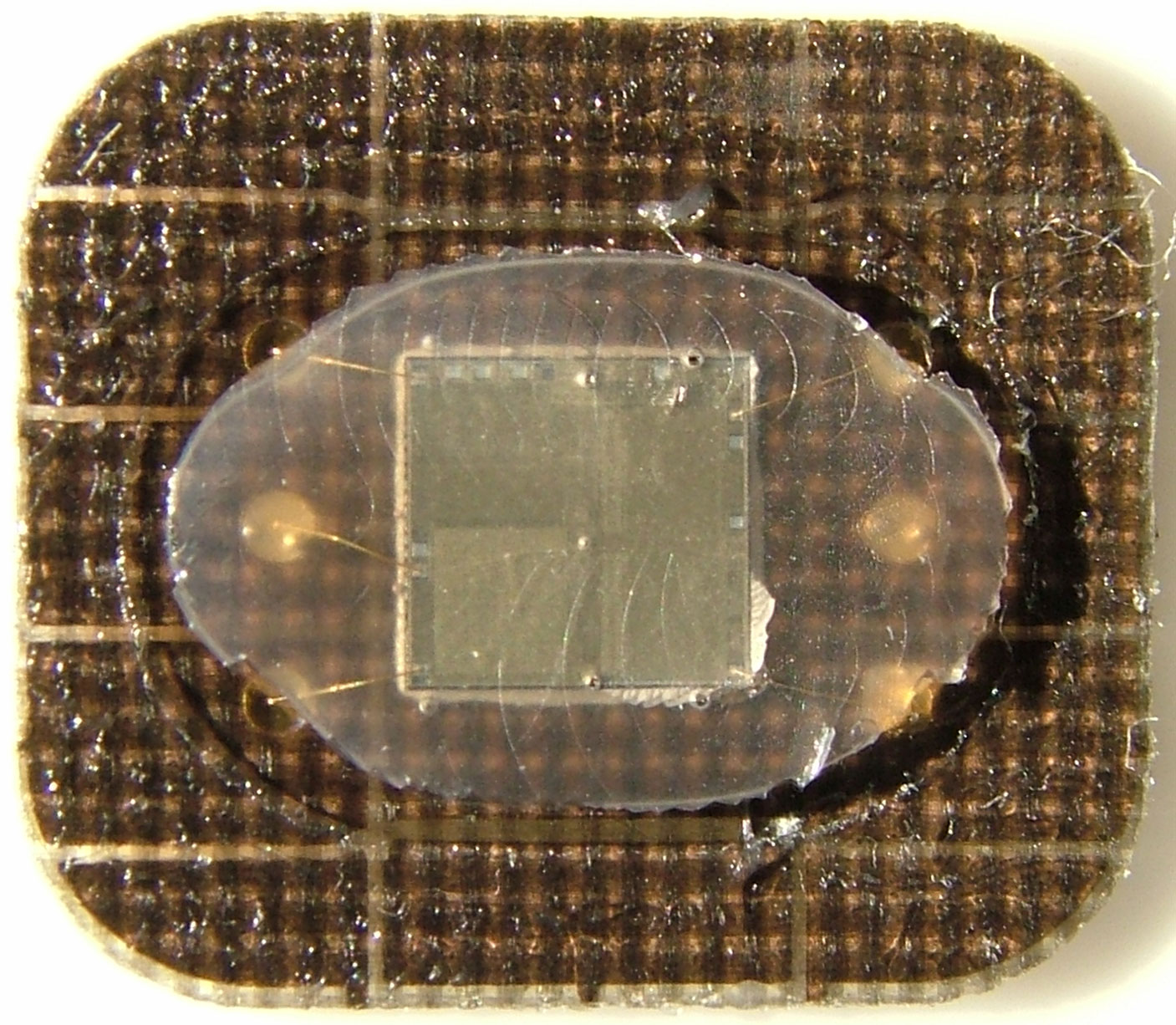
Chip, losgemaakt uit bankpas, aan de achterzijde van de contactvlakken

Chipknip was een Nederlandse elektronische portemonnee van Currence in de vorm van een chip op een bankkaart. Gebruikers konden een saldo op de kaart zetten, en dit saldo op de bankkaart vervolgens uitgeven aan kleine betalingen. Bij het doen van betalingen uit het saldo was geen verbinding met de bank nodig.
De chipknip bestond van 1996 tot 2015 en was de Nederlandse variant op de Belgische Proton-kaart.
Het woord Chipknip staat voor: chip zoals die gebruikt wordt in een chipkaart, en knip voor portemonnee.

## Geschiedenis

### Introductie
Een aantal Nederlandse banken voerde Chipknip in 1996 in. De gebruikte technologie was gebaseerd op de technologie van het Belgische bedrijf Proton World. Dit bedrijf had in 1994 de Proton-kaart ontwikkeld die in 1995 in België werd ingevoerd. Chipknip en Proton waren overigens niet compatibel.
Later kwamen Postbank en ING Bank (in samenwerking met KPN Telecom) met hun eigen Chipper. Chipper gebruikte echter een andere chipkaarttechnologie, en was daardoor niet met de Chipknip uitwisselbaar. Toen de Chipper werd gestopt, stapten de Postbank (in februari 2009 samengegaan met ING) en de ING Bank op Chipknip over, waarmee deze de standaard werd.

### Ontwikkelingen
Tussen 2005 en 2012 werden alle Nederlandse betaalpassen geschikt gemaakt voor pinbetalingen per chip in plaats van via de magneetstrip. Deze nieuwe chip, die ontwikkeld was volgens EMV-standaarden, werd geïntegreerd met de reeds bestaande chip voor de chipknip.

### Afname van de populariteit
Het aantal Chipkniptransacties piekte in 2010 met 178,3 miljoen transacties, maar nam daarna gestaag af, van 171,7 miljoen in 2011 tot 148,2 miljoen in 2012 (-14%).
Verschillende technische ontwikkelingen ontmoedigden het gebruik van de chipknip. Door breedbandinternet verliepen de gewone pinbetalingen sneller, en pintarieven daalden waardoor winkels meestal geen vergoeding meer vroegen voor het pinnen van kleine bedragen.
Ook de invoering van het nieuwe pinnen droeg bij aan de teloorgang van de chipknip. Omdat pintransacties en de chipknip voortaan van dezelfde chip gebruik maakten, en daarmee van dezelfde gleuf in de betaalautomaat, herkende de betaalautomaat niet automatisch of de klant wilde pinnen of chippen, en moest de klant zijn keuze handmatig selecteren. Dit veroorzaakte verwarring bij klanten, met langere rijen bij de kassa tot gevolg. Grote winkelketens zoals HEMA, Albert Heijn en Jumbo stopten daarom met de mogelijkheid tot betalen per chipknip. In april 2013 werd de Chipknip in zijn geheel afgeschaft in betaalautomaten waar ook gepind kon worden.

### Het einde van de chipknip
Terwijl de populariteit van de chipknip afnam, waren er wel flinke investeringen nodig om het voortbestaan van de chipknip te waarborgen; niet alleen om de infrastructuur van de chipknip in stand te houden, maar ook om deze aan te laten sluiten bij de nieuwe standaarden om betalingsverkeer binnen Europa (SEPA) te uniformiseren.
De eigenaar van Chipknip, Currence, besloot deze investeringen niet te doen, en kondigde in 2013 aan dat Chipknip per 31 december 2014 zou ophouden te bestaan. Het gebruik van de chipknip werd vanaf 2013 verder afgebouwd, en kon alleen nog gebruikt worden op sommige locaties waar niet gepind kon worden, zoals bijvoorbeeld in bedrijfskantines en parkeerautomaten.
In tegenstelling tot het Belgische Proton besloten de Nederlandse banken ABN AMRO, ING en Rabobank na 31 december 2014 over te gaan tot automatische terugboeking van het saldo.
Per 1 januari 2015 kon de chipknip in zijn geheel niet meer gebruikt worden. Als alternatief voor de chipknip werd vanaf 2015 het contactloos betalen geïntroduceerd.

## Functioneren
De Chipknip kon worden opgeladen bij een Chipknipoplaadpunt. Er kon maximaal 500 euro op de chip worden gestort (afhankelijk van de limiet die door de bank was toegekend), voor het opladen moest een pincode worden ingevoerd.
Bij het betalen met de Chipknip werd het bedrag direct in mindering gebracht op het saldo van de Chipknip. Er hoefde daarbij geen pincode te worden ingevoerd, slechts een druk op de "groene knop" volstond, zodat de betaling sneller kon plaatsvinden dan bij een pinbetaling. Het "afstorten" van de chipbetalingen vond meestal eens per week plaats, terwijl elke pin-betaling apart werd gecontroleerd en verwerkt.
Een nadeel ten opzichte van contant geld was dat de bezitter van een Chipknip niet aan het pasje zelf kon zien wat het saldo was. Daarom werden er kaartlezers gemaakt (onder meer in de vorm van een sleutelhanger) die het saldo van de Chipknip aangaven (en meestal de laatste 5 of 10 betalingen). Het saldo op de Chipknip was ook te lezen bij een betaalpunt en via een chipknipoplaadpunt. Daarnaast was het mogelijk om tot terugboeking van het saldo over te gaan. Het tegoed op de Chipknip werd dan volledig teruggestort.
In geval van beschadiging was het mogelijk het op de chip gezette saldo terug te krijgen op de bijbehorende bankrekening. Het was daarvoor niet nodig dat de chip leesbaar was. Via de bank kon nagegaan worden wat het saldo op de Chipknip was. Bij verlies of diefstal had de vinder of dief wel de beschikking over het saldo dat op de chip stond. Wat dat betreft was een Chipknip niet beter beveiligd dan gewoon geld. De verliezer kon de pas echter bij de bank laten blokkeren om te verhinderen dat de vinder het saldo op de chip ten laste van de verliezer opwaardeerde. De chip zelf bevatte wel een Triple DES beveiliging, maar die voorkwam hooguit dat er onrechtmatig geld op gezet kon worden. Hoewel vals geld maken zo onmogelijk werd gemaakt, werd hiermee niet voorkomen dat de verliezer het geld op de chip kwijt was.

### Prepaid-chipknip
Er was ook een prepaid variant van Chipknip. Deze was niet gerelateerd aan een bankrekening en dus ook niet op te waarderen. De prijs van een prepaidkaart kon hoger zijn dan de waarde; met het verschil (vermeld op de achterzijde) werden de kosten van de kaart en het verkoopkanaal gedekt. Prepaid Chipknip-kaarten hadden een beperkte geldigheidsduur.
Prepaid Chipknip-kaarten konden handig zijn voor mensen zonder Nederlandse bankrekening, bijvoorbeeld toeristen, zakenreizigers en jeugd.

## Maatschappelijke effecten
In sommige gemeenten (bijvoorbeeld Rotterdam) kon parkeergeld alleen worden betaald met Chipknip en niet meer contant. Dat leverde grote problemen op voor bezoekers aan de stad die niet over een Chipknip beschikten. Uiteindelijk heeft de gemeente Rotterdam ook betalen met creditcards bij een deel van de parkeerautomaten in het centrum en een aantal bijzondere locaties mogelijk gemaakt.
Op 8 juli 2005 bepaalde de Hoge Raad dat het gemeenten was toegestaan automaten in gebruik te hebben waarbij alleen betaling per Chipknip mogelijk was.
Ook in de kantines van veel grote bedrijven kon alleen met Chipknip worden betaald.

## Chipknip in andere landen
Hoewel Chipknip alleen in Nederland werkte, wordt of werd hetzelfde principe ook gebruikt in het buitenland, onder verschillende namen: Proton (België), Geldkarte (Duitsland), Avant (Finland), Danmønt (Denemarken, eind 2005 opgeheven in verband met gebrek aan succes), MEP (Portugal), Minipay (Italië), Minicash (Luxemburg), Quick (Oostenrijk), Moneo (Frankrijk) en Monedero 4B (Spanje).